# جیمز گارارد
جیمز گارارد (James Garrard) (زادهٔ ۱۴ ژانویه ۱۷۴۹ – درگذشتهٔ ۱۹ ژانویه ۱۸۲۲)، مزرعه‌دار، کشیش کلیسای باپتیست و سیاستمدار آمریکایی بود که به عنوان دومین فرماندار کنتاکی از سال ۱۷۹۶ تا ۱۸۰۴ خدمت کرد. به دلیل تصویب قانون محدودیت دورهٔ توسط قانون اساسی ایالتی در سال ۱۷۹۹، گارارد آخرین فرماندار کنتاکی بود که برای دو دورهٔ متوالی انتخاب شد، تا اینکه این محدودیت با لایحهٔ اصلاحیه در سال ۱۹۹۲ تسهیل و امکان انتخاب مجدد پل ای. پاتون را در سال ۱۹۹۹ فراهم کرد.
گارارد پس از خدمت در جنگ انقلاب آمریکا، به‌سوی غرب و بخشی از ویرجینیا که امروزه شهرستان بوربن، کنتاکی است، نقل مکان کرد. او چندین پُست دولتی درون‌شهری داشت و نمایندهٔ منطقه در مجلس نمایندگان ویرجینیا بود. او به عنوان نماینده در پنج اجلاس از ده اجلاس ایالتی حضور داشت که جدایی کنتاکی از ویرجینیا را به‌دست‌آورد و به نگارش اولین قانون اساسی این ایالت کمک کرد. گارارد از جمله نمایندگانی بود که در تلاشی ناموفق، خواستار منع تعهد تداوم برده‌داری در قانون اساسی بودند. در سال ۱۷۹۵، او جانشین آیزک شلبی به عنوان فرماندار شد. در رقابتی سه مرحله‌ای، بنجامین لوگان توانست رأی اکثریت، اما نه اکثریت آرای الکترال را به دست آورد. از آنجایی که قانون اساسی ایالت تعیین نکرده بود که آیا به اکثریت آرا یا به رأی اکثریت نیاز است، انتخاب‌کنندگان میان دو نامزد برتر - لوگان و گارارد – رأی‌گیری دیگری برگزار کردند و در این رأی‌گیری، گارارد رأی اکثریت را به دست آورد. لوگان به دادستان کل ایالت، جان برکینریج و مجلس سنای ایالت بابت انتخاب گارارد اعتراض کرد، اما هر دو ادعا کردند که هیچ اختیاری مبتنی بر قانون اساسی برای مداخله ندارند.
گارارد از حزب دموکرات-جمهوری‌خواه، مخالف قوانین بیگانگان و فتنه‌انگیزی و حامی تصویب جداسازی کنتاکی بود. او برای آموزش عمومی، اصلاحات وابسته به نیروهای شبه‌نظامی و زندان، سوبسیدهای بازرگانی و قوانین سازگار با گروه بدهکاران بزرگ ایالتی، رایزنی کرد. در سال ۱۷۹۸، اولین عمارت فرماندار ایالتی ساخته و گارارد اولین ساکن آنجا شد. گارارد تا حدی به خاطر آشفتگی ناشی از انتخابات ۱۷۹۵، حامی برگزاری کنوانسیون قانون اساسی در سال ۱۷۹۹ بود. او به خاطر عقاید ضد برده‌داری‌اش، به عنوان نماینده برای این کنوانسیون انتخاب نشد. بر اساس قانون اساسی منتخب، فرماندار به صورت مستقیم انتخاب و نباید دو دورهٔ متوالی انتخاب می‌شد، هرچند، گارارد شخصاً از این ماده مستثنی و در سال ۱۷۹۹ دوباره انتخاب شد. گارارد در دورهٔ دوم انتصاب خود، ابتیاع لوئیزیانا از فرانسه توسط توماس جفرسون به منظور مقابله با بسته‌شدن بندر نیواورلئان به روی کالاهای آمریکایی را تحسین کرد. دبیر ایالت، هری تولمین، گارارد را در اواخر دورهٔ انتصابش متقاعد کرد که برخی از آموزه‌های وحدت گرایی را بپذیرد و با خاتمهٔ دورهٔ کشیشی‌اش، از کلیسای باپتیست اخراج شد. او همچنین با مجلس بر سر تعیین سرپرست برای ادارهٔ ثبت املاک ایالتی درگیر شد که این موضوع او را رنجیده خاطر کرد و پس از پایان دورهٔ انتصابش تمایلی به ادامهٔ فعالیت در سیاست نداشت. او به ملک خود، مونت لبنن، رفت و تا زمان مرگش در ۱۹ ژانویه ۱۸۲۲ به کشاورزی و فعالیت‌های تجاری پرداخت. شهرستان گارارد، کنتاکی، که در اولین دورهٔ انتصاب او شکل گرفت، به افتخار او نام‌گذاری شد.

## اوایل زندگی و خانواده
جیمز گارارد در ۱۴ ژانویه ۱۷۴۹ در شهرستان استافورد، ویرجینیا چشم به جهان گشود. او دومین فرزند از سه فرزند سرهنگ ویلیام و مری (نوتی) گارارد بود.[a] مادرش میان سال‌های ۱۷۵۵ و ۱۷۶۰ درگذشت. پس از آن، پدرش با الیزابت ماس ازدواج کرد و صاحب چهار فرزند شدند. ویلیام گارارد ستوان بخش شهرستان استافورد بود که به موجب آن به درجهٔ سرهنگی رسید و فرماندهی شبه‌نظامیان شهرستان را بر عهده گرفت. خانوادهٔ گارارد نسبتاً ثروتمند بودند و دادگاه شهرستان استافورد در زمین آنها ساخته شد. جیمز در دوران کودکی در مزرعهٔ پدرش کار می‌کرد. او در مدارس دولتی شهرستان استافورد تحصیل کرد و با علاقه‌مند شدن به کتاب‌خوانی، در خانه به مطالعه پرداخت. او در سنین جوانی به کلیسای باپتیست هارتوود در نزدیکی فردریکزبورگ، ویرجینیا پیوست.
در ۲۰ دسامبر ۱۷۶۹، گارارد با عشق کودکی‌اش، الیزابت مانتجوی ازدواج کرد. اندکی پس از آن، خواهرش مری‌آن با برادر مانتجوی، سرهنگ جان مانتجوی ازدواج کرد. گارارد و همسرش صاحب پنج پسر و هفت دختر شدند. یک پسر و دو دختر آنها پیش از رسیدن به دو سالگی از دنیا رفتند. از چهار پسر بازمانده، همگی در جنگ ۱۸۱۲ شرکت و همگی در مجلس شورای ایالتی کنتاکی خدمت کردند. تعدادی از نوه‌هایش در جنگ داخلی حضور داشتند، از جمله ژنرال کنر گارارد و ژنرال تئوفیلس تی گارارد. نوهٔ دیگرش، جیمز اچ. گارارد، برای پنج دورهٔ متوالی به عنوان خزانه‌دار دولتی انتخاب شد و از سال ۱۸۵۷ تا زمان مرگش در سال ۱۸۶۵ خدمت کرد.
گارارد در جنگ انقلاب آمریکا در نیروهای شبه نظامی پدرش در شهرستان استافورد خدمت کرد، هرچند، تعداد نبردهای او مشخص نیست. گارارد زمانی که سوار کشتی در رودخانهٔ پوتوماک بود، به دست نیروهای انگلیسی اسیر شد. اسیرکنندگانش در ازای دریافت اطلاعات نظامی به او پیشنهاد آزادی دادند، اما او نپذیرفت و مدتی بعد فرار کرد.
در سال ۱۷۷۹، گارارد در حالی که در نیروی شبه‌نظامی خدمت می‌کرد، به نمایندگی شهرستان استافورد در مجلس نمایندگان ویرجینیا انتخاب شد و مسند خود را برای جلسهٔ قانون‌گذاری ۱۷۷۹ به عهده گرفت. دست‌آورد مهم او در این جلسه حمایت از لایحه‌ای بود که به تمام ساکنان ویرجینیا آزادی مذهبی می‌داد. تصویب این لایحه به آزار و شکنجهٔ پیروان مذاهب دیگر توسط پیروان کلیسای انگلستان پایان بخشید و با پایه‌گذاری کلیسای انگلستان به عنوان کلیسای رسمی ویرجینیا مخالفت کرد. او پس از این جلسه به وظایف نظامی خود بازگشت. در سال ۱۷۸۱، گارارد به درجهٔ سرهنگی رسید.

## سال‌های آخر زندگی و وفات
اختلاف گارارد با مجلس شورای ایالتی بر سر تعیین سرپرست ادارهٔ ثبت املاک باعث عصبانیتش شد و او پس از پایان دورهٔ دوم انتصاب خود، از سیاست کناره‌گیری کرد. او در خفا از نامزدی کریستوفر گرین‌آپ برای انتخابات سال ۱۸۰۴ حمایت کرد و آرای شهرستان بوربن برای گرین‌آپ رکورددار بود. پسران گارارد، ویلیام و جیمز در دههٔ ۱۸۳۰ همچنان برای پُست‌های دولتی کاندیدا می‌شدند، هرچند، گارارد دیگر تمایلی به نامزدی مجدد از خود نشان نداد.
گارارد به ملک خود، مونت لبنن، بازگشت و در آنجا به عنوان کشاورزی سرشناس، شهرت یافت. پسرش جیمز بر عملکرد روزانهٔ مزرعه نظارت داشت و اغلب جوایزی برای نوآوری‌هایش در نمایشگاه‌های کشاورزی محلی می‌برد. ملک مونت لبنن در یکی از زمین لرزه‌های نیومادرید در سال ۱۸۱۱ به شدت خسارت دید، اما گارارد اصرار داشت که آنجا را تا حد امکان به‌طور کامل بازسازی کرده تا بتواند باقی عمرش را در آنجا سپری کند. او احشام مرغوبی - از جمله اسب‌های اصیل و چهارپایان-را به مزرعهٔ خود آورد و در چندین شرکت تجاری از جمله چندین کارخانهٔ نمک‌سازی سرمایه‌گذاری کرد که پس از مرگش به پسرانش رسید. گارارد در ۱۹ ژانویه ۱۸۲۲ پس از چندین سال ناخوشی درگذشت. او در محوطهٔ ملک خود، مونت لبنن، به خاک سپرده شد و ایالت کنتاکی بنای یادبودی روی قبرش برپا کرد.

## کتابشناسی
- Billings, Dwight B.; Kathleen M. Blee (2000). The Road to Poverty. Cambridge, United Kingdom: Cambridge University Press. ISBN 0-521-65546-3.
- Blanchard, Paul (2004). "Paul Edward Patton".  In Lowell H. Harrison (ed.). Kentucky's Governors. Lexington, Kentucky: The University Press of Kentucky. ISBN 0-8131-2326-7.
- Clark, Thomas D.; Margaret A. Lane (2002). The People's House: Governor's Mansions of Kentucky. Lexington, Kentucky: The University Press of Kentucky. ISBN 0-8131-2253-8.
- Collins, Lewis (1850). Historical Sketches of Kentucky. Maysville, Kentucky: L. Collins.
- Des Cognets, Anna Russell (1898). Governor Garrard, of Kentucky: His Descendants and Relatives. Lexington, Kentucky: J.M. Byrnes.
- Everman, H.E. (1981). Governor James Garrard. Bourbon County, Kentucky: Cooper's Run Press.
- Everman, H.E. (2004). "James Garrard".  In Lowell H. Harrison (ed.). Kentucky's Governors. Lexington, Kentucky: The University Press of Kentucky. ISBN 0-8131-2326-7.
- Harrison, Lowell H. (1992).  John E. Kleber (ed.). The Kentucky Encyclopedia. Associate editors: Thomas D. Clark, Lowell H. Harrison, and James C. Klotter. Lexington, Kentucky: The University Press of Kentucky. ISBN 0-8131-1772-0. Archived from the original on January 13, 2013. Retrieved December 11, 2011.
- Harrison, Lowell H.; James C. Klotter (1997). A New History of Kentucky. Lexington, Kentucky: The University Press of Kentucky. ISBN 0-8131-2008-X.
- "James Garrard". Dictionary of American Biography. New York City, New York: Charles Scribner's Sons. 1936. Retrieved December 13, 2011.
- Johnson, E. Polk (1912). A History of Kentucky and Kentuckians: The Leaders and Representative Men in Commerce, Industry and Modern Activities. Vol. 2. Chicago, Illinois: Lewis Publishing Company.